# 히토쓰바시 도쿠가와가
히토쓰바시 도쿠가와가(일본어: 一橋徳川家)는 도쿠가와씨의 분가인 고산쿄 중 한 가문이다. 히토쓰바시가(一橋家)로도 불린다.

## 개요
에도 막부 8대 쇼군 도쿠가와 요시무네의 4남 도쿠가와 무네타다를 가조로 하여, 도쿠가와 쇼군가에 후사가 없을 때를 대비해 고산쿄의 다른 2가문과 함께 후사를 배출할 수 있는 자격을 갖게 되었다. 가격은 도쿠가와 고산케의 다음이고, 고쿠다카는 10만 석이다. 가명의 유래가 된 저택, 히토츠바시 저택은 에도성 히토츠바시문 내, 현재의 지요다구 오오테마치 1초메 4번지 부근에 있었다. 또한, 히토츠바시가는 독립된 별개의 "가문"이 아니라 "쇼군가 (도쿠가와 종가)의 가족"으로 인식되고 있었다. 따라서, 영지는 막부령으로부터 명목적으로 분할되어 있을 뿐, 지배를 위한 번은 가지지 않았고, 가신단도 소수의 파견자 (주로 하타모토, 그 밖에 당주 생가의 카츄 등)로 구성되어 있었다. 이는 다른 고산쿄도 마찬가지이다. 다만, 막부 말기인 도쿠가와 요시노부 당주 시대, 시부사와 에이이치나 시부사와 세이이치로 등 타가 지배지의 호농 출신을 가신으로 신규로 거둬들이거나, 이들을 이용해 영지에서 농병을 징모하고, 직속 병력을 증강하기도 했다.
무네타다는 겐분 2년 (1737년)에 뇌료를 현미 2만섬으로 고쳤으며, 겐분 5년 (1740년)에 히토츠바시문 내에 택지 및 뇌료 1만 섬을 가증받아 히토츠바시가를 일으켰다. 엔쿄 3년 (1746년), 신규로 뇌료 영지 10만 석을 무사시ㆍ시모츠케ㆍ시모우사ㆍ카이ㆍ이즈미ㆍ하리마ㆍ빗츄 7개국 중에 주어져, 고쿠다카 10만 석이 된다. 다만, 영분은 시기에 따라 이동이 있었으며, 막부 말기에는 무사시ㆍ시모츠케ㆍ시모우사ㆍ에치고ㆍ셋츠ㆍ이즈미ㆍ하리마ㆍ빗츄의 8개국 22군에 산재해 있었다.
히토츠바시가는 고산쿄 중에 유일하게 쇼군을 냈으며, 11대 쇼군 이에나리와 15대 쇼군 요시노부가 히토츠바시가 출신이다. 더욱이, 하루사다와 이에나리가 수많은 자식을 얻은 한편, 타야스 도쿠가와가 2대 하루사토가 요절하고, 시미즈 도쿠가와가 초대 시게요시가 친자를 남기지 않은 결과, 18세기 말 이후의 대부분의 쇼군가와 고산케의 오와리와 키이가 당주, 고산쿄의 모든 당주가 히토츠바시 가문의 무네타다의 후손이 차지하게 되며, 토자마의 대번, 후쿠오카번 쿠로다가 등에도 히토츠바시 도쿠가와가의 피가 들어가게 된다.
그러나, 히토츠바시가 당주 자신은 단명으로 자식을 남기지 못한 자가 많았다. 결과, 막부 말기에는 수많은 신판이 히토츠바시가의 혈통으로 채워지는 한편, 고산쿄이자 무네타다의 후손은 타야스가가 유일하였다. 8대 당주인 마사마루는 오와리 도쿠가와가에서 온 양자라고 하지만, 아버지는 쇼군 이에나리의 아들이었고, 마사마루의 요절 후에는, 히토츠바시가의 핏줄이 아닌 미토 도쿠가와가로부터 요시노부가 양자로 들어왔다. 상술한 바와 같이, 요시노부가 쇼군이 되면서, 오와리번의 전번주인 모치나가 (핏줄로는 미토가와 연결됨)가 대신 당주에 오르는 등, 변칙적인 일이 벌어졌다. 한편, 대정봉환 후에, 도쿠가와 종가를 상속받은 집안은, 무네타다의 남계 후손이면서 타야스가 출신이며, 정작 히토츠바시가의 당주가 타 집안의 핏줄로, 히토츠바시가의 핏줄인 타야스가 당주가 도쿠가와 종가를 잇게 되었다.
메이지 원년 (1868년), 도쿠가와 종가로부터 독립해 유신입번했다 (히토츠바시번). 그러나, 메이지 2년 (1869년)에 판적봉환을 했지만, 지번사에 임명되지도 못하고 폐번되었다. 메이지 3년 (1870년) 윤 10월에 가록 3805석을 지급받았고, 메이지 17년 (1884년) 7월에는 화족령에 의해, 화족에 올랐고, 백작 지위를 받았다. 12대 당주 무네요시는 전후 마지막 귀족원 부의장을 맡아, 샌프란시스코 강화조약의 일본 측 전권위원 중 한 명이었다.

## 에도 시대 역대 당주와 후사 목록
※밑에 이름이 없는 사람은 친자식이 없음.
1. 무네타다 (1721년-1765년, 재임. 1735년-1764년)
  1. 시게마사 (후쿠이번 번주 마츠다이라가를 상속)
  2. 시게토미 (후쿠이번 번주 마츠다이라가를 상속)
  3. 하루사다 (2대 당주)
  4. 하루유키 (후쿠오카번 번주 쿠로다가를 상속)
2. 하루사다 (1751년-1827년, 재임. 1764년-1799년) : 11대 쇼군 이에나리의 아버지
  1. 이에나리 (10대 쇼군 도쿠가와 이에하루의 양자가 되어 11대 쇼군에 오름)
  2. 나리타카 (후쿠오카번 번주 쿠로다가를 상속)
  3. 하루쿠니 (오와리번 10대 번주 도쿠가와 나리토모의 아버지)
  4. 나리마사 (타야스 도쿠가와가 2대 당주 도쿠가와 하루사토의 양자가 되어, 타야스 도쿠가와가 3대 당주에 오름)
  5. 나리아츠 (3대 당주)
  6. 요시스에 (타카스번 번주 마츠다이라가를 상속)
3. 나리아쓰 (1780년-1816년, 재임. 1799년-1816년)
  1. 나리노리 (4대 당주)
4. 나리노리 (1803년-1830년, 재임. 1816년-1830년)
5. 나리쿠라 (1818년-1837년, 재임. 1830년-1837년) - 타야스가 3대 당주 나리마사의 아들, 히토츠바시가 2대 당주 하루사다의 손자에 해당함
6. 요시마사 (1825년-1838년, 재임. 1837년-1838년) - 12대 쇼군 이에요시의 아들, 히토츠바시가 2대 당주 하루사다의 증손자에 해당함
7. 요시히사 (1823년-1847년, 재임. 1838년-1847년) - 타야스가 3대 당주 나리마사의 아들, 히토츠바시가 2대 당주 하루사다의 손자에 해당함
8. 마사마루 (1846년-1847년, 재임. 1847년) - 오와리 도쿠가와가에서 양자로 옴. 히토츠바시가 2대 당주 하루사다의 증손자에 해당함
9. 요시노부 (1837년-1913년, 재임. 1847년-1866년) : 15대 쇼군으로 취임.
10. 모치하루 (1831년-1884년, 재임. 1866년-1884년) - 전 오와리번 15대 번주 모치나가. 요시노부의 육촌에 해당함.
  1. 사토미치 (11대 당주)

## 히토츠바시 도쿠가와 백작가
- 11대 당주 (백작) 사토미치
- 12대 당주 (백작) 무네요시 (미토 도쿠가와가에서 양자로 옴. 요시노부의 형의 손자에 해당함)

## 전후의 히토츠바시 도쿠가와가
- 13대 당주 무네노부
- 14대 당주 무네치카 (현 당주)